# エル・セラット
エル・セラット（El Serrat、カタルーニャ語発音: [əl səˈrat]）は、アンドラのオルディノ教区の町。Rialb川とTristaina川の合流地点（合流してValira del Nord川となる）に位置し、アンドラおよびオルディノ教区では最も北にある都市である。人口は227人（2020年）。標高は1,539メートル。
オルディノ教区北部の中心地で、町から西へ向かうとVallnordスキー場、東へ向かうとSorteny自然公園にたどり着く。なおエル・セラットより北方面（フランス国境）へ向かうことはできない。